# Ogre (Letònia)
Ogre ( pronunciació (?·pàg.); alemany: Frauenburg) és un poble i principal població del municipi d'Ogre a Letònia. Està situat a 35 km de Riga, a la confluència entre els rius Daugava i Ogre. Va obtenir els drets de ciutat el 1928. La localitat es compon de tres parts:
- Jaunogre (que significa "Nou Ogre")
- Ogre (el centre de la ciutat)
- Pārogre q(ue significa "a l'altre costat de l'Ogre [el riu]", encara que no tota la regió està a l'altre costat del riu)

El nom d'Ogre ve del riu Ogre. El poble d'Ogre va ser esmentat per primera vegada en 1206, anomenat Oger en alemany. En 1861, quan la línia de ferrocarril entre Riga i Daugavpils va ser construïda, els residents de Riga van començar a construir cases d'estiueig aquí. En 1862 Ogre es va convertir en un centre de salut.

## Agermanaments
Ogre està agermanada amb:
| - Hengelo, Països Baixos |